# Aladár Móži
Aladár Móži, také Aladar Mozi, (21. května 1923 Bratislava – 24. ledna 1984 Bratislava) byl slovenský houslista a hudební skladatel.

## Život
Byl synem hudebníka, který mu dal základní hudební vzdělání. Ve studiu hry na housle pokračoval u Gustáva Náhlovského, žáka Otakara Ševčíka a na Státní konzervatoři v Bratislavě u Tibora Gašparka. Absolvoval v roce 1945 houslovým koncertem Petra Iljiče Čajkovského. Vzdělání završil studiem v Salcburku a na vídeňské Akademii (Universität für Musik und darstellende Kunst Wien). Absolvoval v roce 1949 u Wolfganga Schneiderhana.
Ještě v průběhu studia ve Vídni založil Bratislavské kvarteto, se kterým absolvoval řadu koncertů. V roce 1949 se stal koncertním mistrem Symfonického orchestru Československého rozhlasu v Bratislavě a od roku 1955 vedl také Bratislavský komorní orchestr (bez dirigenta). Reorganizoval své smyčcové kvarteto, které se pod názvem Slovenské kvarteto stalo jedním z nejvýznamnějších československých komorních souborů.
Byl rovněž významným houslovým pedagogem. V letech 1955–1974 vyučoval na bratislavské konzervatoři a od roku 1974 na Vysoké škola múzických umění. Za svou všestrannou činnost byl jmenován Zasloužilým umělecem.
Zemřel v Bratislavě 24. ledna 1984 ve věku 60 let. Je pochován na bratislavském hřbitově Slávičie údolie.

## Dílo
Významná je zejména Móžiho koncertní činnost. Jako sólista koncertoval na mnoha světových pódiích. S bratislavským rozhlasovým orchestrem nahrál 18 houslových koncertů, všechny sonáty Ludwiga van Beethovena a mnoho dalších skladeb. Desítky úspěšných koncertů absolvoval rovněž jako primárius Bratislavského kvarteta a Slovenského kvarteta. Ve své kompoziční činnosti se zaměřoval zejména na svůj hlavní nástroj. Mezi jinými zkomponoval:
- Koncert pro housle a orchestr
- Obrázky z Tatier
- Pieseň bez slov
- Scherzo capriccioso
- Dve tanečné skice
- Concertino pro housle a klavír
- Tercetto pre dvoje husle a violu
- Piesne o matke pre mezzosoprán a sláčikový kvartet
- Slovenská rapsódia
- Záhorácká rapsódia
- Oravská rapsódia pre violoncello a klavír
- Ruský cigánský tanec
- Rumunský cigánsky tanec (1982)